# 신 엘로이스

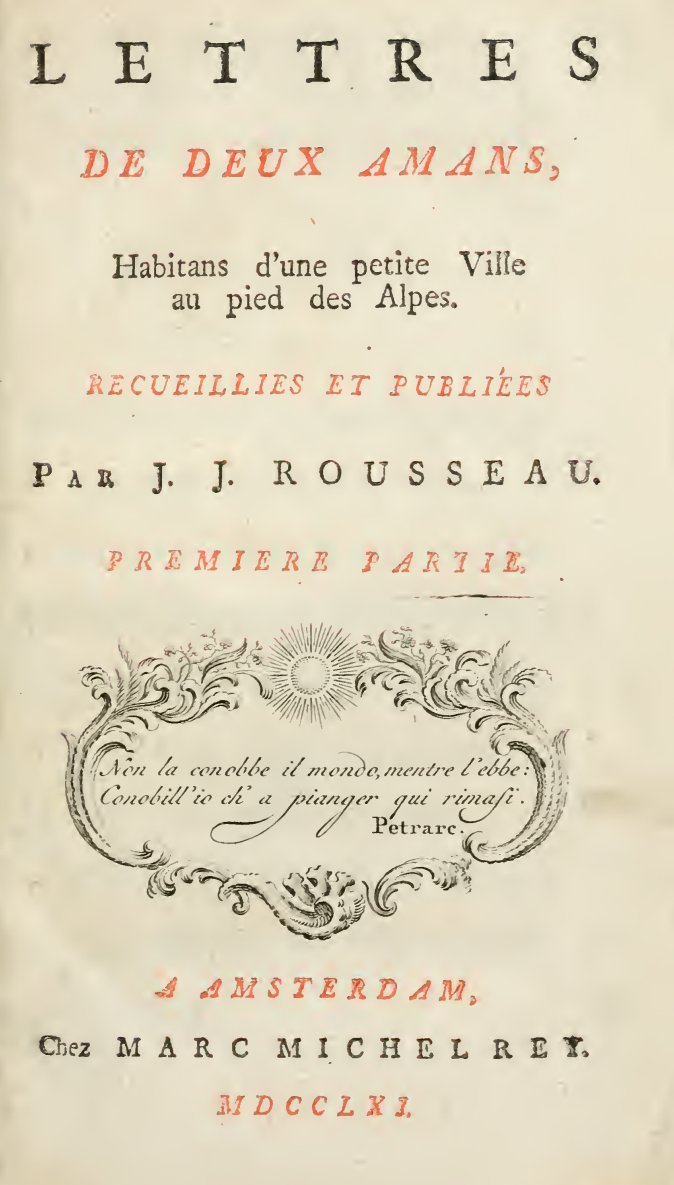
제1판 책 표지

《신 엘로이스》(프랑스어: Julie, ou la nouvelle Héloïse, 영어: Julie, or the New Heloise)는 루소의 서간체 장편소설이다.
원제는 〈줄리 혹은 신 엘로이스〉이며 귀족의 딸 줄리와 평민출신 가정교사 생푸레의 사랑 이야기이다. 무대는 레반 호반이다. 제목은 중세의 아벨라르와 엘로이스가 주고받은 서간에서 딴 것이다. 중년의 루소가 젊은 두드트 부인에게 보낸 열렬한 사랑이 소설의 뒷받침이 되어 있다. 아름다운 자연을 배경으로 하고 정열적이며 참신한 이 소설은 당시 큰 성공을 거두었다.

## 같이 보기
- 엘로이즈